# John Graham (rugby à XV)
Pour les articles homonymes, voir John Graham et Graham.

a Compétitions nationales et continentales officielles uniquement.

b Matchs officiels uniquement.
 David John Graham, né le 9 janvier 1935 à Stratford en Nouvelle-Zélande et mort le 2 août 2017, est un joueur de rugby à XV qui a joué avec l'équipe de Nouvelle-Zélande.
Il évoluait au poste de troisième ligne aile. 

## Carrière
John Graham a disputé son premier match avec l'équipe de Nouvelle-Zélande  le 23 août 1958, à l’occasion d’un match contre l'équipe d'Australie. Il disputa son dernier test match contre cette même équipe  le 29 août 1964. 
Graham fut dix fois capitaine des All-Blacks de 1960 à  1964.
En 1994, il est honoré du titre de Commander of the Order of the British Empire (CBE) pour services rendus à l'éducation et envers la communauté, et était devenu Sir John Graham. 
Il a également été président de la Fédération néo-zélandaise de rugby à XV entre 2005 et 2006, après avoir été entraîneur de l'équipe nationale de cricket entre 1997 et 1999.

## Palmarès
- Nombre de test matchs avec les All-Blacks :  22 (3 comme capitaine)
- Nombre total de matchs avec les All-Blacks :  53 (10 comme capitaine)
- Test matchs par année : 2 en 1958, 2 en 1960, 3 en 1961, 5 en 1962, 4 en 1963, 6 en 1964